# Ramlösa

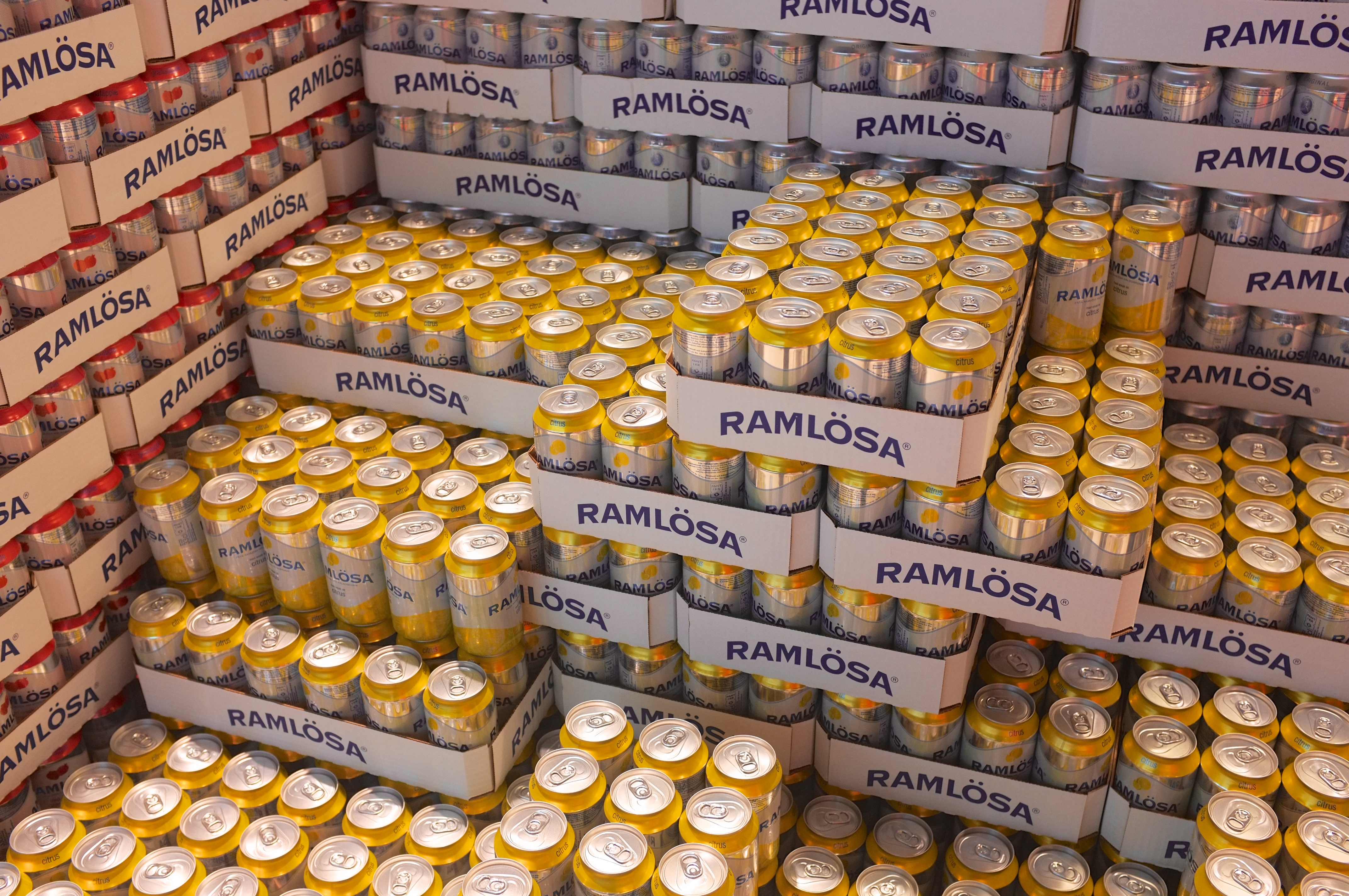
Ramlösa

Ramlösa es también el nombre de un distrito, un parqué y una estación de tren en Helsingborg, Suecia.
Ramlösa es una marca de agua mineral procedente de una fuente en el Ramlösa Brunnspark, localizado en la parte meridional del área sueca de Helsingborg.  Las fuentes Ramlösa han sido utilizadas desde 1707.
Se trata de un agua muy conocida en el norte de Europa, siendo considerada un agua mineral de alta calidad.  Además se exporta a todo el mundo, incluso hasta Nueva Zelanda. Además de las clásicas agua natural y agua con gas, Ramlösa también ha introducido una serie de aguas aromatizadas con diversos sabores: pera, limón, cactus, entre otras.
Actualmente, Ramlösa es propiedad subsidiaria del grupo danés Carlsberg.

## Curiosidades
- Ha aparecido en el episodio “Bust Out” de los Soprano.
- Patrick Bateman, el personaje principal de la novela American Psycho opinaba que Ramlösa era “muy buena”.
- Esta agua mineral es nombrada varias veces en la trilogía Millenium del autor sueco Stieg Larsson.
- También aparece en la novela de Jens Lapidus Dinero fácil